# راستنیک
راستنیک (به بلغاری: Rastnik) یک منطقهٔ مسکونی در بلغارستان است که در شهرستان کیرکوفو واقع شده‌است.